# Johan Ollus
Johan Johannes Ollus (* 8. Januar 1886 in Vörå, Großfürstentum Finnland; † 26. Dezember 1939 ebenda) war ein finnischer Eishockey-, Bandy- und Fußballspieler. Er ist Mitglied der deutschen Hockey Hall of Fame.

## Leben
Ollus spielte ursprünglich bei Polyteknikkojen urheiluseura, kurz PUS, dem Sportclub der Technischen Universität Helsinki (heute Teil der Aalto-Universität). Dort spielte er Fußball und Bandy – Eishockey mit dem Ball, das Eishockeyspiel mit dem Puck war in Finnland noch nicht verbreitet. Mit der Bandy-Mannschaft gewann er die beiden ersten finnischen Meisterschaften 1908 und 1909 und wurde 1910 Vizemeister. Mit der Fußballmannschaft wurde er Vizemeister bei der ersten finnischen Meisterschaft 1908 und Meister 1909. 1909 bis 1910 war er zudem Generalsekretär des finnischen Fußballverbandes.
1910 zog er zum Studium nach Berlin. Er schloss sich dem Berliner Schlittschuhclub an, dem führenden Eishockeyclub Deutschlands. Mit diesem gewann er als Vertretung Deutschlands die LIHG-Meisterschaften 1912 und 1913, welche damals als Weltmeisterschaft bezeichnet wurde. 1914 reichte es zum zweiten Platz. Ollus spielte anfangs als Rover und Stürmer, später Verteidiger.
Nach seiner Rückkehr in Finnland spielte Ollus wieder Bandy bei PUS.